# Вест Лорел (Мериленд)
Вест Лорел (енгл. West Laurel) насељено је место без административног статуса у америчкој савезној држави Мериленд.

## Демографија
По попису из 2010. године број становника је 4.230, што је 147 (3,6%) становника више него 2000. године.
| Група             | 2000.         | 2010.         |
| Белци             | 3.355 (82,2%) | 2.754 (65,1%) |
| Афроамериканци    | 381 (9,3%)    | 697 (16,5%)   |
| Азијати           | 148 (3,6%)    | 208 (4,9%)    |
| Хиспаноамериканци | 140 (3,4%)    | 456 (10,8%)   |
| Укупно            | 4.083         | 4.230         |